# 3370 Kohsai
3370 Kohsai eller 1934 CU är en asteroid i huvudbältet, som upptäcktes 4 februari 1934 av den tyske astronomen Karl Wilhelm Reinmuth i Heidelberg. Den har fått sitt namn efter den japanske astronomen Hiroki Kosai.
Asteroiden har en diameter på ungefär 5 kilometer.